# Одио, Жан-Батист Клод
Жан-Батист Клод Одио (фр. Jean-Baptiste-Claude Odiot; 8 июня 1763, Париж — 23 мая 1850, там же) — французский ювелир, наиболее известный глава ювелирного дома Odiot, основанного в 1695 году и существующего по настоящее время.

## Вклад в искусство
Ювелирный дом был основан в 1690 году, в эпоху правления короля Людовика XIV, Жаном-Батистом Гаспаром Одио. Продукция ювелирного дома быстро завоевала популярность среди французских аристократов и придворных. Уже в XVIII веке произведения ювелирного дома поставлялись не только к французскому но и к баварскому и русскому двору. Наивысшего расцвета дом Одио достиг при Жане-Батисте Клоде, внуке Жана-Батиста Гаспара.
Жан-Батист Клод, придворный ювелир императора Наполеона I, получил от него много престижных заказов, включая скипетр и меч для коронации. Большие обеденные сервизы из серебра были заказаны ему матерью и сестрой Наполеона — Летицией Рамолино и Полиной Боргезе, а также и самим императором.
Работы Одио были выдержаны в стиле ампир, с широким использованием античных и египетских мотивов. Единственные сохранившееся его работы, выполненные до французской революции, были сделаны по заказу Томаса Джефферсона, выдающегося американского политика, и хранятся ныне в его доме-музее, в Монтичелло. Одной из выдающихся работ ювелира была колыбель для новорождённого наследника престола — Римского короля, которая была преподнесена Наполеону в подарок от города Парижа. Одио выполнил её совместно с мастером Пьером Филиппом Томиром.

## Наследники
Сын Жана-Батиста, Шарль Николя Одио (ум. 1869) был придворным ювелиром короля Франции Луи-Филиппа. Он возрождал в ювелирном искусстве стиль рококо и преуспел в этом. В частности, российский богач Павел Демидов заказал ему столовые приборы в этом стиле, примеры которых сохранились.
Его сын, Гюстав, прославился изготовлением драгоценного сервиза на 3000 предметов для египетского правителя Саид-паши.
Гюстав был последним представителем семьи Одио, владевшим ювелирным домом. Однако сам ювелирный дом Odiot существует по настоящее время.

## Интересные факты
- В 1814 году Жан-Батист Одио был полковником национальной гвардии Парижа и участвовал в обороне города от русских войск. Именно он заказал художнику Орасу Верне знаменитую картину, ныне находящуюся в Лувре, на которой заказчик изображён делающим доклад маршалу Монсею при обороне заставы Клиши.
- В Эрмитаже в Петербурге, в зале, посвящённом серебру, целый стенд занимают ампирные работы ювелирного дома Одио.
- Сервиз работы Жан-Батиста Клода Одио, подаренный Наполеоном супруге маршала Бертье, принцессе Марии Елизавете Баварской, сегодня хранится в Оружейной палате Московского кремля[4].

## Галерея

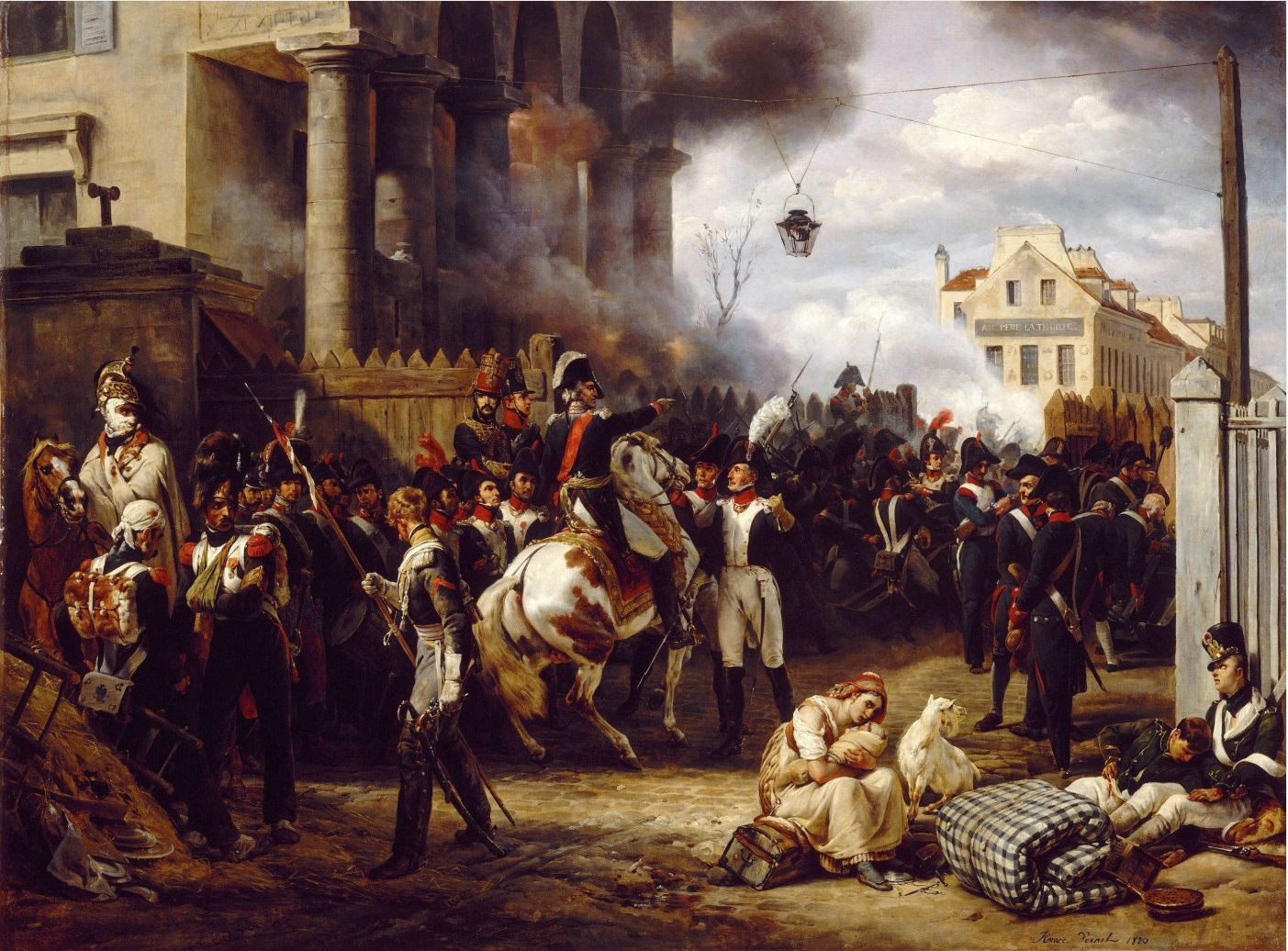
Маршал Монсей (на коне в центре) и полковник Жан-Батист Одио (рядом с ним, в треуголке) обороняют парижскую заставу Клиши от русских войск. Картина Ораса Верне
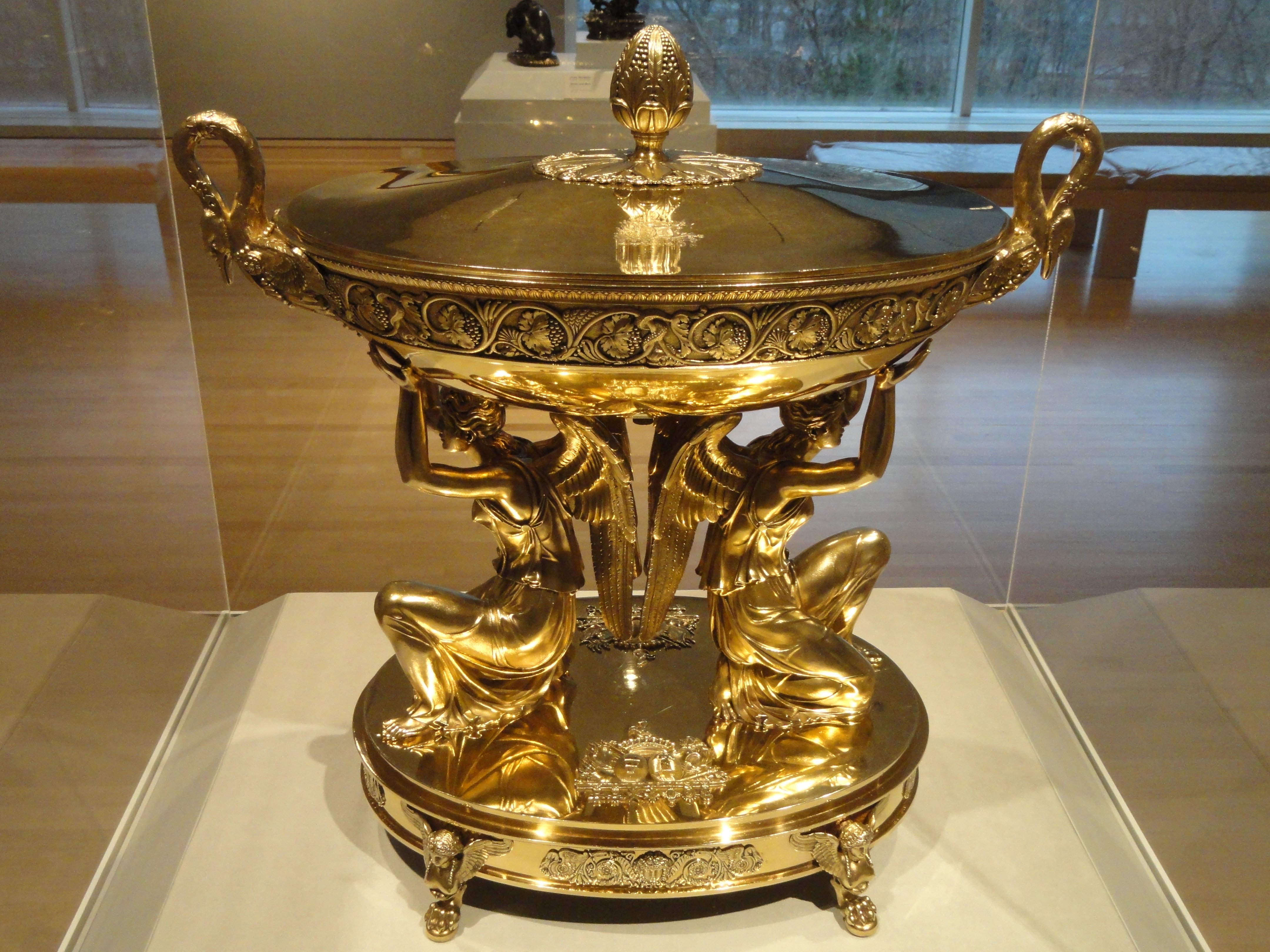
Супница из позолоченного серебра работы Одио, 1819 год. Художественный музей Индианаполиса, США
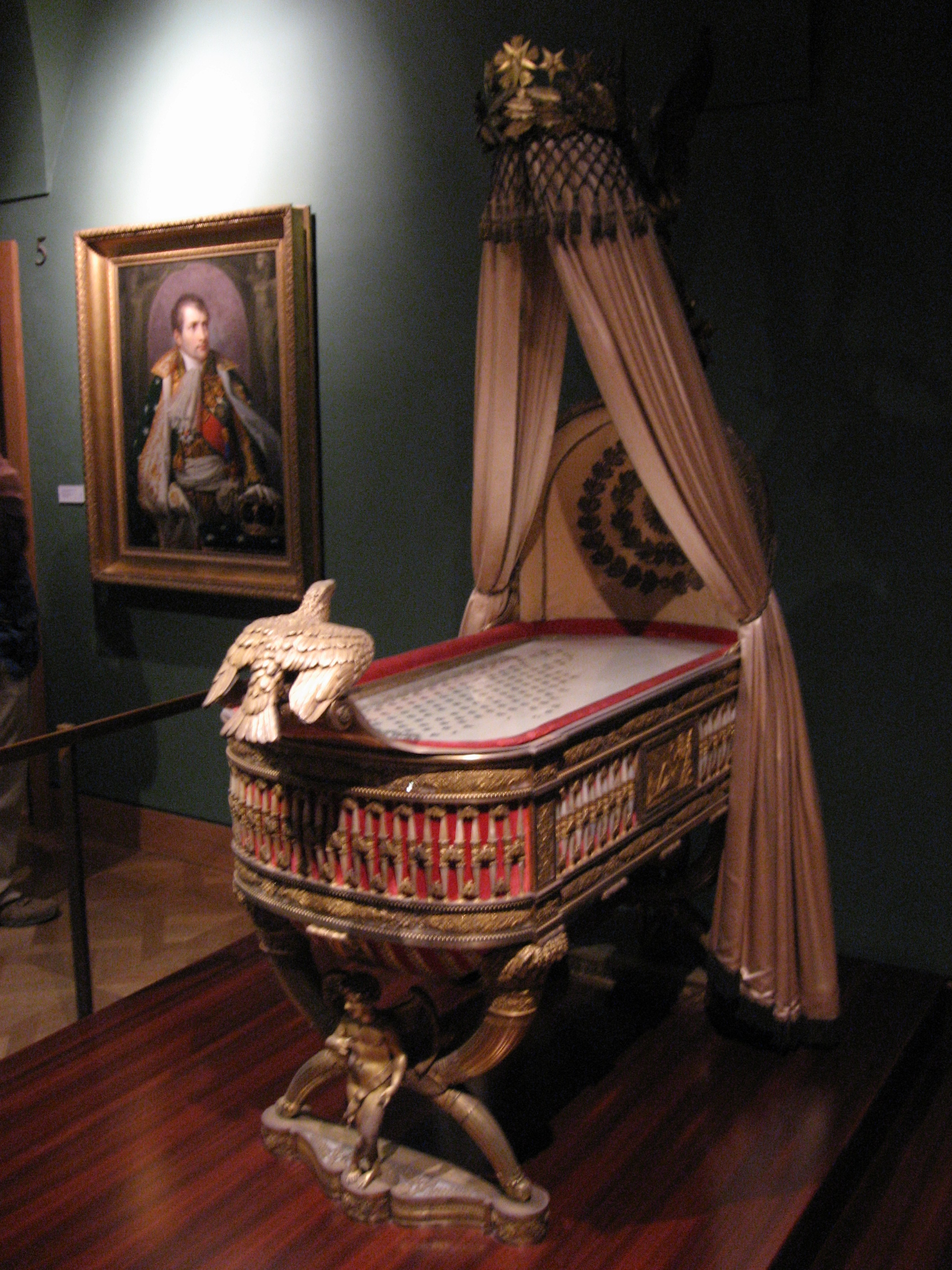
Колыбель Римского короля
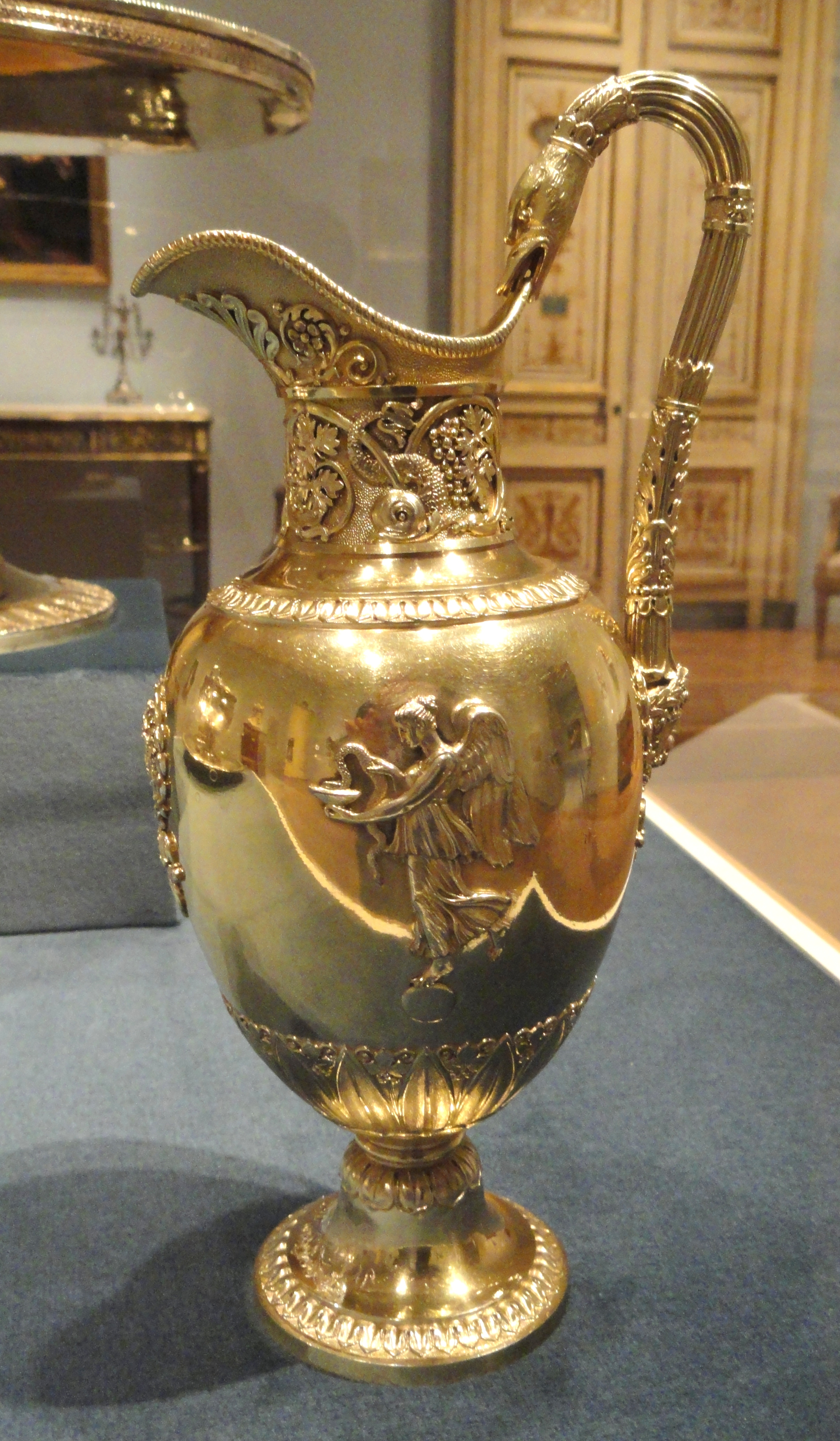
Кувшин работы Одио. Художественный музей Кливленда